# Rhynchostylis
Rhynchostylis – rodzaj roślin z rodziny storczykowatych (Orchidaceae). Epifityczne rośliny zielne rosnące w lasach na wysokościach do 1800 m n.p.m. Wszystkie gatunki występują w Azji Południowo-Wschodniej w takich krajach i regionach jak: Andamany, Asam, Bangladesz, Borneo, Kambodża, południowo-centralne Chiny, wschodnie i zachodnie Himalaje, Hajnan, Indie, Jawa, Laos, Malezja, Mjanma, Nepal, Nikobary, Filipiny, Sri Lanka, Sumatra, Tajlandia, Wietnam.

## Systematyka
Rodzaj sklasyfikowany do podplemienia Aeridinae w plemieniu Vandeae, podrodzina epidendronowe (Epidendroideae), rodzina storczykowate (Orchidaceae), rząd szparagowce (Asparagales) w obrębie roślin jednoliściennych.
Wykaz gatunków
- Rhynchostylis coelestis (Rchb.f.) A.H.Kent
- Rhynchostylis cymifera Yohannan, J.Mathew & Szlach.
- Rhynchostylis gigantea (Lindl.) Ridl.
- Rhynchostylis retusa (L.) Blume
- Rhynchostylis rieferi W.E.Higgins